# Canthidium erythropterum
Canthidium erythropterum là một loài bọ cánh cứng trong họ Bọ hung (Scarabaeidae).